# Бели Крезус Ганира
Бели Крезус Ганира (енгл. Belly-Cresus Ganira; 25. март 2000) бурундијски је пливач чија специјалност су трке слободним и делфин стилом.

## Спортска каријера
Ганира је представљао своју државу на првенствима света у Казању 2015. (107. на 100 слободно и 72. 100 делфин), Будимпешти 2017. (99. на 50 слободно и 72. на 50 делфин) и Квангџуу 2019. (99. на 50 солободно и 76. на 100 делфин).
Такмичио се и на светском првенству у малим базенима у кинеском Хангџоуу 2018, заузевши укупно 89. место у квалификациујама трке на 50 слободно, односно 68. на 100 делфин.